# Landesregierung Jóannes Eidesgaard II

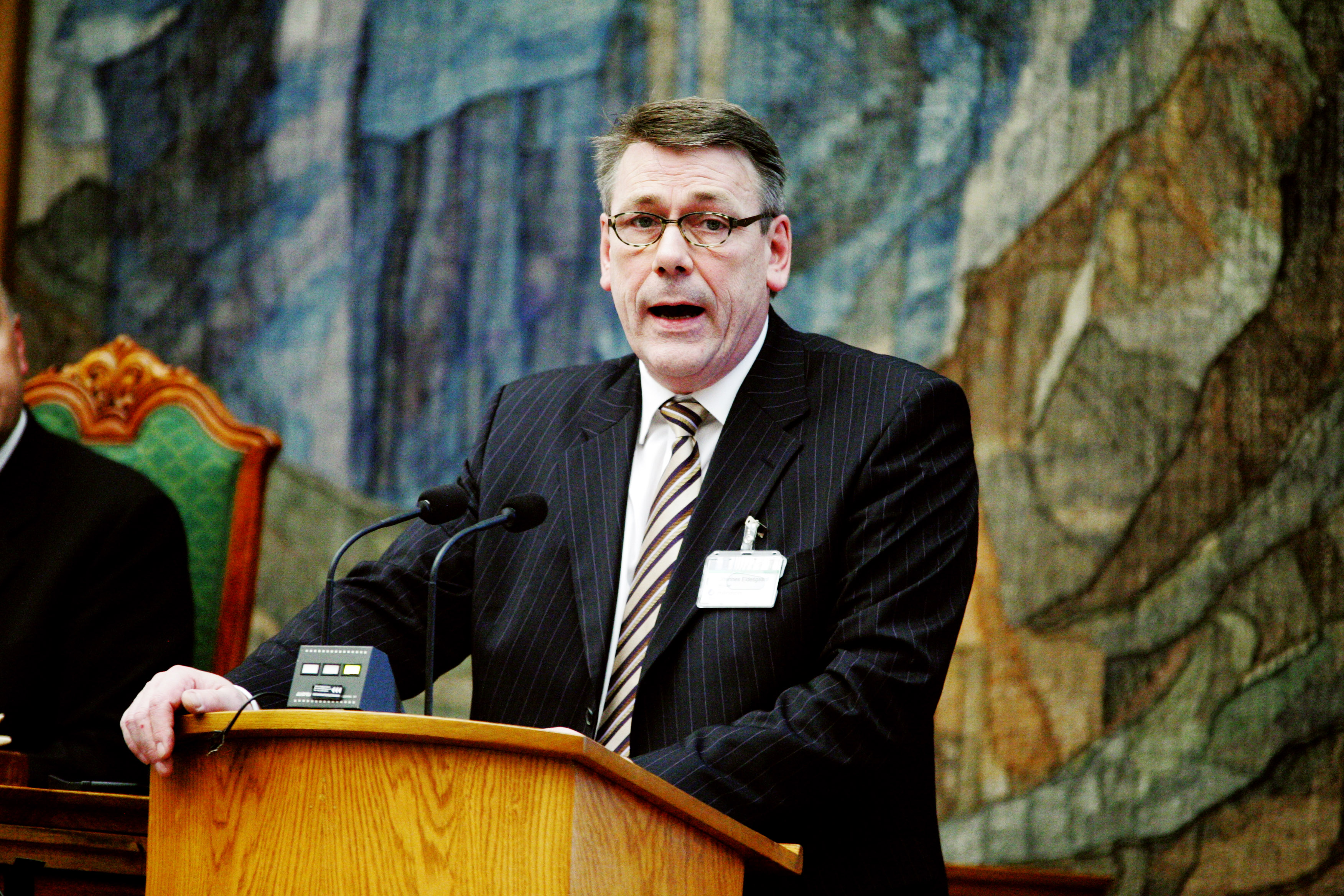
Jóannes Eidesgaard im Jahr 2006

Die zweite Landesregierung der Färöer mit Jóannes Eidesgaard als Ministerpräsident wurde am 4. Februar 2008 gebildet und bestand bis zum 26. September 2008.

## Bildung und Zusammensetzung
Nach den Wahlen vom 19. Januar 2008 ging die neue Landesregierung aus einer Mitte-links-Dreiparteienkoalition hervor, an der der Javnaðarflokkurin mit drei Ministern, Tjóðveldi mit vier Ministern und Miðflokkurin mit einem Minister beteiligt war. Wegen der Parteibuchstaben C, H, und E wurde sie auch als CHE-Koalition bezeichnet.
Aufgrund interner Streitereien, bei der ein ausgewechseltes Schloss einen Eklat auslöste, beendete Ministerpräsident Jóannes Eidesgaard am 15. September die Zusammenarbeit mit Tjóðveldi. Nach dem Rückzug von Tjóðveldi aus der Regierung übernahm Ministerpräsident Jóannes Eidesgaard die Aufgaben dieser vier Minister. Die entstandene Regierungskrise machte dann den Weg frei für die erste Regierung von Kaj Leo Johannesen.

## Mitglieder
Mitglieder der Landesregierung Jóannes Eidesgaard II vom 4. Februar 2008 bis zum 26. September 2008.
| Aufgabenbereich                                                                                              | Minister                                 | Minister | Partei                |
| --- | ---------------------------------------- | -------- | --------------------- |
| Ministerpräsident (Løgmaður) (vom 15. bis zum 26. Sept. 2008 auch Äußeres, Fischerei. Kultur und Wirtschaft) | Jóannes Eidesgaard                       |          | C - Javnaðarflokkurin |
| Stellvertr. Ministerpräsident Äußeres                                                                        | Høgni Hoydal (bis 15. Sept. 2008)        |          | E - Tjóðveldi         |
| Gesundheit, Soziales                                                                                         | Hans Pauli Strøm                         |          | C - Javnaðarflokkurin |
| Justiz | Helena Dam á Neystabø                    |          | C - Javnaðarflokkurin |
| Fischerei | Tórbjørn Jacobsen (bis 15. Sept. 2008)   |          | E - Tjóðveldi         |
| Kultur | Kristina Háfoss (Feb. - Aug. 2008)       |          | E - Tjóðveldi         |
| | Óluva Klettskarð (Aug. - 15. Sept. 2008) |          | E - Tjóðveldi         |
| Wirtschaft                                                                                                   | Bjørt Samuelsen (bis 15. Sept. 2008)     |          | E - Tjóðveldi         |
| Finanzen | Karsten Hansen                           |          | H - Miðflokkurin      |